# KTV
KTV (en tamoul : கே ktv தொலைக்காட்சி) est une chaîne de télévision de films tamouls émettant en continu en Inde et au Sri lanka, et diffusant des films de Kollywood. Elle fait partie de Sun TV Network, une filiale du Sun Group basée à Chennai.

## Histoire
La lettre K dans KTV représente Kondattam qui signifie célébration. Lancée le 22 octobre 2001, la chaîne a été fondée par Kalanidhi Maran, président de Sun TV Network. Au moment du lancement, la bibliothèque de Sun TV Network possédait plus de 5 000 films. Son homologue HD a été lancé le 11 décembre 2011.